# Fohnsdorf
Fohnsdorf – gmina w Austrii, w kraju związkowym Styria, w powiecie Murtal. Do niedawna jeden z głównych ośrodków wydobycia węgla w Austrii.

## Lokalizacja
Gmina położona jest w dolinie rzeki Mury, jeszcze przed jej połączeniem z rzeką Mürz. Dolina rozszerza się tu znacznie, przechodząc w dość rozległą kotlinę, w której mieszczą się następujące miejscowości: Knittelfeld, Judenburg, Zeltweg i Fohnsdorf. Pod względem geologicznym Fohnsdorf leży w obszarze bogatej w surowce mineralne strefy szarogłazowej.

## Historia
Miejscowość wymieniona jest w najstarszych zachowanych dokumentach pochodzących z 1114 roku jako Fanesdorf. W 1252 roku Fohnsdorf posiadał cztery bądź pięć wież.

## Gospodarka
Rozwój miejscowości związany był z górnictwem - wydobyciem węgla i ałunów, prowadzonym co najmniej od XVII wieku. Eksploatacja węgla stała się jednym z podstawowych czynników rozwoju okolicy. W XIX wieku węgiel z Fohnsdorfu dostarczany był do hut, odlewni, walcowni oraz zakładów przemysłu metalowego mieszczących się w pobliskim Judenburgu, Knittelfeldzie i Zeltweg.  W gminie i na jej obrzeżach znajdowało się wówczas wiele szybów górniczych. Miejscowość ze stosunkowo niewielkiej rozbudowała się wówczas do rozmiarów sporej gminy górniczej  Pod koniec XIX wieku kopalnie Fohnsdorfu powiązane były kapitałowo z wielkim austriackim koncernem przemysłu ciężkiego Österreichisch-Alpine Montangesellschaft.
Fohnsdorf zachował swoje funkcje do drugiej połowy XX wieku. W związku z trudnymi warunkami eksploatacji podziemnej, wysokimi kosztami oraz ze spadkiem opłacalności wydobycia kopalnie były stopniowo zamykane. Obecnie już żadna z nich nie prowadzi eksploatacji. W związku ze spadkiem a następnie zakończeniem wydobycia węgla nastąpił stopniowy odpływ ludności. Obecnie gmina liczy 7767 mieszkańców (dane na dzień 31 grudnia 2015). Spodziewane jest dalsze zmniejszanie się liczby mieszkańców.  Pomimo to w gminie zachowały się tradycje górnicze.

## Literatura
- Brunner W., (1992): Fohnsdorf. Rückblick in die Vergangenheit, Ausblick in die Zukunft. Fohnsdorf.